# Campionati statunitensi di sci alpino 1977
Ai Campionati statunitensi di sci alpino 1977 furono assegnati i titoli di slalom gigante e slalom speciale, sia maschili sia femminili.

## Risultati

### Uomini

#### Slalom gigante
| Pos. | Atleta     | Nazione     |
| ---- | ---------- | ----------- |
| 1    | Phil Mahre | Stati Uniti |
| 2    | ?          | ?           |
| 3    | ?          | ?           |

#### Slalom speciale
| Pos. | Atleta | Nazione |
| ---- | ------ | ------- |
| 1    | ?      | ?       |
| 2    | ?      | ?       |
| 3    | ?      | ?       |

### Donne

#### Slalom gigante
| Pos. | Atleta       | Nazione     |
| ---- | ------------ | ----------- |
| 1    | Becky Dorsey | Stati Uniti |
| 2    | ?            | ?           |
| 3    | ?            | ?           |

#### Slalom speciale
| Pos. | Atleta          | Nazione     |
| ---- | --------------- | ----------- |
| 1    | Christin Cooper | Stati Uniti |
| 2    | Heidi Preuss    | Stati Uniti |
| 3    | ?               | ?           |